# Torrejoncillo del Rey
Torrejoncillo del Rey è un comune spagnolo di 433 abitanti situato nella comunità autonoma di Castiglia-La Mancia.